# Elmar Wienecke
Elmar Wienecke (* 22. August 1960 in Anröchte) ist ein deutscher Sportwissenschaftler, Hochschullehrer und Referent. Zeitweise war er als Fußballtrainer unter anderem in der 2. Bundesliga tätig. Er erhielt verschiedene Auszeichnungen für seine wissenschaftliche Arbeit im Bereich der Mikronährstoffanalyse und -therapie.

## Werdegang

### Trainerkarriere
Ab 1987 war Wienecke Trainer von TuS Paderborn-Neuhaus in der drittklassigen Oberliga Westfalen, verließ den Klub aber nach einer Spielzeit und wechselte als Assistenztrainer von Peter Grosser zum SV Türk Gücü München in die Bayernliga. Gemeinsam verließen sie den Verein zum Saisonende.
Im Sommer 1990 übernahm Wienecke das Cheftraineramt beim Zweitligisten 1. FC Schweinfurt 05 mit 29 Jahren als der damals jüngste Trainer im deutschen Profifußball. Jedoch blieb der Erfolg aus, und nachdem die Mannschaft in den ersten fünf Spielen ohne Punktgewinn geblieben war und mit 2:18 Toren auf dem letzten Tabellenplatz gefallen war, wurde er kurz nach seinem 30. Geburtstag entlassen und durch Niko Semlitsch ersetzt.
1991 wurde Wienecke als Cheftrainer des Drittligisten FC Gütersloh eingestellt. Beim Aufsteiger beerbte er Jürgen Heddinghaus und führte die Mannschaft in der Spielzeit 1991/92 zum Klassenerhalt in der Oberliga Westfalen. Nach einer Serie von vier Spielen ohne Sieg in der folgenden Spielzeit wurde er Mitte November 1992 entlassen und durch Ernst Middendorp ersetzt. Im Sommer 1993 übernahm er Teutonia Lippstadt nach dem Abstieg in die seinerzeit fünftklassige Landesliga Westfalen und schaffte den direkten Wiederaufstieg des Klubs, den er anschließend bis 1996 in der Verbandsliga Westfalen betreute.
Später gehörte Wienecke neben Horst Hülß, Ramon Berndroth und Stefan Lottermann zeitweise zu den Beiräten des DFB-Sportgerichts, wenn es um Verhandlungen bezüglich Fällen bei Trainern ging.

### Wissenschaftliche Tätigkeit
Wienecke studierte und promovierte an der Deutschen Sporthochschule Köln (1993 Promotionsabschluss im Fachbereich Sportmedizin/Kardiologie bei Prof. Wildor Hollmann/Prof. Liesen zum Doktor der Sportwissenschaft). Später wurde er als Professor im Bereich Sport, Gesundheit & Ernährung mit Fokus aus Gesundheit und Ernährung an die private Fachhochschule des Mittelstands berufen. Er verfasste einige Bücher zu Ernährung und Gesundheit, darunter auch Bücher mit Fußballbezug. Zudem war er öfters bei Trainertagungen, etwa des Bundes Deutscher Fußball-Lehrer oder bei der Europäischen Trainervereinigung (Conference of European Alliance of Soccer Coaches) als Referent tätig. Darüber hinaus hält er Vorträge in Unternehmen.
1994 gründete Wienecke das Unternehmen SALUTO, mit dem er Angebote für Fitness, Ernährung und Gesundheitsberatung für Einzelpersonen – darunter nach eigenen Angaben auch Spitzensportler – sowie Unternehmen vertreibt. 2024 trennte sich SALUTO von den Bereichen Physiotherapie und Gesundheitsstudie, um sich voll auf die Mikronährstoffdiagnostik (nun auch im Namen verankert: SALUTO Mikronährstoffdiagnostik & Regulationsmedizin) konzentrieren zu können.
2013 gründete er die Stiftung für Mikronährstoffe – Prävention, Gesundheit, Lebensqualität gemeinnützige GmbH. Seit 2017 ist er der wissenschaftliche Leiter des Studiengangs MMA Master of Medical Administration Mikronährstofftherapie und Regulationsmedizin an der FHM Bielefeld.

### Auszeichnungen
- 2022: Award in der Kategorie "Back to the Roots" des Schweizer Gesundheitsfernsehens QS24 (Fernsehpreis für 20 Jahre evidenzbasierte Forschung im Bereich der Mikronährstofftherapie)[7]
- 2022: zusammen mit dem Zahnmediziner Andreas Quast: Award „Dreamteam des Jahres“ für ihre interdisziplinäre Zusammenarbeit[8]
- 2017: Innovationspreis der Stiftung für Gesundheit und Umwelt (Schweiz) für herausragende Forschungs- und Entwicklungsarbeit und deren praktische Anwendung im Bereich der Mikronährstofftherapie und Regulationsmedizin[9]

### Buchpublikationen
- 2021: The Power of Micronutrients[10] / Mikronährstoffe – Meilensteine der Gesundheitsmedizin[11]
- 2014: Top Performance in Business and Sport[12] / Spitzenleistung in Wirtschaft und Sport[13]
- 2010: Performance Explosion in Sports „An Anti-Doping-Concept“ / Leistungsexplosion im Sport „Ein Anti-Doping-Konzept“[14]
- 2007 Fit gewinnt! Ran an die Leistungsreserven von Fußballern!
- 2005: Fit für Freie Radikale – Einfach gesund[15]
- 2003: SALUTO – Das Programm für Lebensqualität pur[16]

### Ehrenamtliche Tätigkeit
Elmar Wienecke ist stellvertretender Verbandsgruppenvorsitzender der Verbandsgruppe Westfalen beim BDFL (Bund Deutscher Fußball-Lehrer).